# Adoración del nombre de Jesús (National Gallery, Londres)
La Adoración del nombre de Jesús, conservada en la National Gallery de Londres, es también conocida como La gloria de Felipe II o La Alegoría de la Liga Santa. Es una obra de El Greco, realizada circa 1579, durante su primer período toledano. Consta con el número 116 en el catálogo razonado realizado por el historiador del arte Harold Wethey, especializado en el Greco.

## Tema de la obra
La Liga Santa, fundada el año 1571 por el papa Pío V a fin de luchar contra el Imperio Otomano y su expansión por el Mediterráneo, unió las fuerzas de varios estados católicos de la ribera mediterránea, logrando una gran victoria en la batalla de Lepanto.
Un gran cristograma IHS - abreviatura de IHSOUS, la forma griega de Jesús- es el principal foco luminoso de esta tabla. Las figuras de la parte inferior izquierda son algunos miembros de la Santa Liga, establecida, en palabras de Felipe II, "para defender el nombre sagrado de Cristo". Estas figuras incluyen el Dux de Venecia -Alvise Giovanni Mocenigo-, el Papa Pío V, y Felipe II de España.
El caballero con el rostro levantado y los brazos vueltos en un gesto dramático, se identifica con Juan de Austria, siendo la representación idealizada de un héroe. El otro militar representado debe ser Marco Antonio Colonna, comandante de las fuerzas del Papa, puesto que Sebastiano Venier, almirante de la flota de Venecia, estuvo ausente de la batalla. El cardenal de la derecha podría ser Carlos Borromeo.

## Análisis de la obra
- Firmado en la parte baja, en la izquierda, con letras griegas mayúsculas: DOMÉNIKOS  THEOTOKÓPOULOS  KRÈS  E`POÍEI.

- La firma con letras mayúsculas griegas es propia de la etapa italiana del Greco. En España solamente usó este tipo de firma en sus obras primerizas, por lo que la datación ca.1579 parece correcta.

- Óleo y pintura al temple de huevo sobre tabla de pino; 55,1 x 33,8 cm.; 1579 circa; The National Gallery, Londres.[1]

Las medidas de esta tabla son aproximadamente las mismas que las de El Expolio versión de Upton Down, de la cual parece ser que fue el pendant, o tal vez ambas obras formaron un díptico. De hecho, las dos tablas son citada en el inventario realizado después de la muerte de Gaspar de Haro y Fernández de Córdoba, pues habían pertenecido a su importante colección. El efecto colorístico predominante es el gris violáceo, debido a la expansión de las nubes en la parte central. Los cuatro grandes ángeles visten, respectivamente, de rosa, amarillo-verdoso claro, gris-verdoso, y rojo con forros amarillos, de arriba abajo y en la parte superior derecha. Contra la negra vista del Infierno, la representación del Purgatorio es amarilla, roja y púrpura, de una cualidad casi deslumbrante.

## Procedencia
- Gaspar Méndez de Haro, Marqués de Eliche (obra inventariada en el año 1687);
- Duquesa de Alba (1688);
- Gallerie Espagnole, Louvre 1838, número 256;
- Luis Felipe I de Francia (venta en Londres, año 1853, número 112);
- Colección Stirling-Maxwell, Keir, Escòcia;[4]